# Этгенс, Иоганн Георг
Иоганн Георг Этгенс (нем. Johann Georg Etgens, чеш. Jan Jiří Etgens; 6 апреля 1693, Брно, Земли Чешской короны[…] — 21 января 1757[…] или 31 января 1757, Брно, Земли Чешской короны[…]) — художник-фрескист немецкого происхождения, работавший в Моравии в стиле барокко.

## Биография
Достоверных сведений о его детстве и юности нет. Вероятно, он обучался и стажировался в своём родном городе, Брно. После получения азов профессии, Этгенс отправился в Рим, где с 1719 по 1724 годы продолжил обучение и работал в мастерских художников Карло Маратта и Себастьяно Конка. 
После возвращения в Моравию в 1730 году он работал живописцем и фрескистом в Богемии, Моравии и Силезии. В 1732 году он расписывал своды и боковые алтари костёла монастыря миноритов в Брно, после чего работал в Велеградском цистерцианском монастыре и Градиском монастыре. В 1738/39 году он расписал купол монастырской церкви и интерьеры Райградского монастыря. В 1739 году он расписал фресками свод иезуитской церкви Святого Николая (современный собор Святых Станислава и Вацлава) в Швейднице, а около 1750 года там же он расписал своды рефлектория иезуитского коллегиума. Этгенса особенно прославили его фрески в паломнической церкви Пресвятого Имени Пресвятой Девы Марии в Кржтинах. Также Этгенс расписал алтари в капелле Святой Схоластики в Райградице, работал в Йиглаве и Вранове-у-Брна.
Он начал писать фрески пиаристского костёла Святого Иоанна Крестителя в Кромержиже, но не успел, и они заканчивались его учеником и коллегой Йозефом Штерном. 
Умер 21 января 1757 года в Брно.